# Bilin (Mon)
Bilin o Bhileng (mon: ၜဳက္လေၚ်; birmano: ဘီးလင်းမြို့) es una localidad del Estado Mon de Birmania.
Es la capital del municipio de Bilin en el distrito de Thaton. Tiene una población de unos diez mil habitantes aproximadamente.

## Ubicación
La autovía que une Rangún con Mawlamyaing pasa por Bilin, de donde sale al norte una carretera que lleva a Papun. La localidad se sitúa junto a la desembocadura del río Bilin en el Golfo de Martaban.

## Historia
En 1824 se estableció en Bilin, en la desembocadura del río, el birmano Uzana, hasta entonces gobernador de Martaban, con algunos soldados birmanos, durante la retirada frente a los británicos, y recibió confirmación del gobierno del rey. Fue asesinado en 1830 y la extensión del gobierno se redujo. En 1852 la localidad se rindió a los británicos; en 1853 se rebeló allí un príncipe (thugyi) xan que fue derrotado; posteriormente fue objeto de diversos ataques de bandoleros y ladrones y fue quemada dos veces pero siempre reconstruida.

## Demografía
La mayoría de los residentes son de etnia bamar, aunque también hay de etnia Kayin y Pa-O. La mayoría son budistas.

## Patrimonio
El municipio de Bilin alberga la famosa pagoda Kyaikhteesaung, situada en un montículo de piedra de laterita cerca del pueblo de Zoke Thoke. El montículo se creó apilando lateritas unas encima de otras, dejando arriba las de menor tamaño.